# Actinostemon caribaeus
Actinostemon caribaeus là một loài thực vật có hoa trong họ Đại kích. Loài này được Griseb. mô tả khoa học đầu tiên năm 1857.